# Jonas Gricius
Jonas Gricius (* 5. August 1928 in Kaunas, Litauen; † 1. Februar 2021 in Vilnius, Litauen) war ein sowjetischer bzw. litauischer Kameramann beim Film, der verschiedene internationale Kinoproduktionen betreute, darunter Filme wie Der blaue Vogel, Wechsel oder Die Abteilung.

## Leben und Karriere
Der 1928 in Litauen geborene Jonas Augustino Gricius begann seine Laufbahn zu Beginn der 1950er Jahre zuerst als Kameraassistent, 1954 absolvierte er das Gerassimow-Institut für Kinematographie, einem Kurs von Boris Woltschek. Er arbeitete im Filmstudio Lenfilm als Assistent des Regisseurs Andrei Moskwin. Seit 1958 war er als Betreiber des litauischen Filmstudios (LKS) tätig, bevor er Ende der 1950er Jahre seinen ersten Spielfilm als hauptverantwortlicher Kameramann betreute. In den 1960er Jahren arbeitete er mit Regisseuren wie Raimondas Vabalas, Grigori  Kosinzew, Arūnas Žebriūnas oder Vytautas Žalakevičius zusammen. In den 1970er Jahren fotografierte er George Cukors dramatischen Abenteuerfilm Der blaue Vogel mit Elizabeth Taylor, Jane Fonda und Cicely Tyson in den Hauptrollen sowie das Drama Wechsel von Raimondas Vabalas. In den 1980er Jahren folgten Filme wie Alexei Simonows Kriegsdrama Die Abteilung sowie Arūnas Žebriūnas Historiendrama Chas polnoluniya. 1992 beendete er seine Laufbahn als Kameramann mit dem Kurzfilm Išakėtas krantas für Regisseur Tomas Donela.
Von 1963 bis 1968 war er Sekretär der LSSR Cinematographers Union und von 1981 bis 1988 deren Vorsitzender. Von 1978 bis 1989 fungierte er als Direktor des litauischen Filmstudios. Gricius starb am 1. Februar 2021 im Alter von 92 Jahren.

## Filmografie (Auswahl)

### Kino
- 1959: Gyvieji didvyriai
- 1961: Kanonada
- 1962: Zingsniai nakti
- 1964: Hamlet (Gamlet)
- 1964: The Girl and the Echo
- 1965: Niemand wollte sterben (Niekas nenorejo mirti)
- 1966: Laiptai i dangu
- 1970: König Lear (Korol Lir)
- 1971: Stein auf Stein (Akmuo ant akmens)
- 1976: Der blaue Vogel (The Blue Bird)
- 1977: Wechsel (Mainai)
- 1982: Bogach, bednyak... (Fernsehminiserie)
- 1984: Die Abteilung (Otrjad)
- 1986: Chameleono zaidimai (Fernsehminiserie)
- 1988: Mėnulio pilnaties metas (russisch Chas polnoluniya Tschas polnolunija, Die Zeit des Vollmonds)

### Kurz- und Dokumentarfilme
- 1992: Išakėtas krantas (Kurzfilm)